# Alkimos
Alkimos var i græsk mytologi ætling af krigsguden Ares. Han var en Myrmidonsk kriger der var med i Den trojanske krig, og den af myrmidonerne Achilleus skattede højest næst efter Patroklos.